# Krzysztof Pater
Krzysztof Jerzy Pater (ur. 9 grudnia 1961 w Olsztynie) – polski ekonomista, urzędnik państwowy, ekspert i doradca w sprawach polityki społecznej, polityk, nauczyciel akademicki, menedżer i instruktor harcerski. W 2004 minister polityki społecznej, od 2022 przewodniczący ZHP.

## Życiorys
Ukończył w 1986 studia na Wydziale Handlu Zagranicznego Szkoły Głównej Planowania i Statystyki w Warszawie.
Od 1986 do 1994 był zatrudniony w Ministerstwie Współpracy Gospodarczej z Zagranicą. W 1994 otrzymał licencję maklera papierów wartościowych. Do 1996 pełnił funkcję doradcy ministra w Ministerstwie Przekształceń Własnościowych. Później do 1997 pracował jako radca ministra w Ministerstwie Skarbu Państwa. Był jednym z autorów koncepcji reformy polskiego systemu emerytalnego, odpowiadał za przygotowanie szczegółowych rozwiązań w zakresie II i III filara systemu. W latach 1997–1998 zajmował stanowisko zastępcy dyrektora Biura Pełnomocnika Rządu do Spraw Reformy Zabezpieczenia Społecznego w Ministerstwie Pracy i Polityki Społecznej. Następnie przez rok był wiceprezesem zarządu Powszechnego Towarzystwa Emerytalnego PKO/Handlowy. Prowadził działalność doradczą w zakresie polityki społecznej, wykładał też w Wyższej Szkole Ubezpieczeń i Bankowości w Warszawie.
W listopadzie 2001 został powołany na podsekretarza stanu w Ministerstwie Pracy i Polityki Społecznej. Od stycznia 2003 zajmował tożsame stanowisko w Ministerstwie Gospodarki, Pracy i Polityki Społecznej. Od 18 lutego 2004, po odejściu wiceminister Jolanty Banach, zajmował stanowisko sekretarza stanu i pełnomocnika rządu do spraw osób niepełnosprawnych. 2 maja 2004 objął urząd ministra polityki społecznej w pierwszym rządzie Marka Belki, był nim również w drugim gabinecie tego premiera. Zakończył urzędowanie 24 listopada 2004. Opracował autorską koncepcję, a następnie odpowiadał za wdrożenie systemu indywidualnych kont emerytalnych (IKE).
W wyborach parlamentarnych w 2005 bez powodzenia kandydował z ramienia Komitetu Wyborczego Wyborców „Niezależni Wyborcy” do Senatu z okręgu warszawskiego. Pełnił funkcję przewodniczącego krajowego sądu partyjnego SLD. Od 2006 powoływany na stałego doradcę komisji sejmowych: Komisji Polityki Społecznej w V kadencji, Komisji Polityki Społecznej i Rodziny w kadencji VI i VII, Komisji do Spraw Petycji w kadencji VIII i IX. Zajął się także prowadzeniem działalności doradczej i badawczej w zakresie polityki społecznej i rynku pracy.
W 2006 został członkiem Europejskiego Komitetu Ekonomiczno-Społecznego, w którym pełnił m.in. funkcję przewodniczącego Sekcji ds. Unii Gospodarczej i Walutowej oraz Spójności Gospodarczej i Społecznej (2008–2010), a także funkcję przewodniczącego Centrum Monitorowania Rynku Pracy (2010–2013 i 2018–2020). 26 kwietnia 2023 objął funkcję wiceprzewodniczącego EESC ds. budżetu.
Działacz Związku Harcerstwa Polskiego w stopniu harcmistrza. W latach 1989–1991 oraz 2006–2010 był wiceprzewodniczącym Rady Chorągwi Stołecznej ZHP, w latach 1989–1990 pełnił funkcję członka Rady Naczelnej ZHP, a od 1990 do 1997 – wiceprzewodniczącego Centralnej Komisji Rewizyjnej ZHP. W latach 1997–2001 był wiceprzewodniczącym ZHP, natomiast w okresie 2001–2005 członkiem Naczelnego Sądu Harcerskiego ZHP. Ponownie wybrany do NSH ZHP w 2017, objął funkcję jego przewodniczącego. W maju 2022 na 42. Zjeździe ZHP został wybrany na przewodniczącego ZHP (był wówczas jedynym zgłoszonym kandydatem).

## Odznaczenia i wyróżnienia
W 2005, za zasługi w pracy wychowawczej z dziećmi i młodzieżą, został odznaczony przez prezydenta Aleksandra Kwaśniewskiego Złotym Krzyżem Zasługi.
Wyróżniony Złotym Krzyżem „Za Zasługi dla ZHP”. Za wprowadzenie indywidualnych kont emerytalnych (IKE) czasopismo „BusinessWeek” wyróżniło go „Portfelem Roku 2004”.